# David González Sanz
David González Sanz (Tudela, Navarra; 16 de abril de 1985) es un entrenador de fútbol español. Actualmente está sin equipo.

## Trayectoria
En el año 2010, comenzó su etapa formativa como entrenador en los Campus del Fútbol base del Fútbol Club Barcelona. En sus inicios en España, también dirigió a los juveniles de U.A. Horta, U. D. Mutilvera y C.D. Murchante, club donde también ejerció de director deportivo.
La Fundación Real Madrid lo contrató en 2016, para ejercer de director técnico en una de sus academias en República Dominicana. Paralelamente, fue asistente técnico y analista de vídeo en el Cibao Fútbol Club de la Liga Dominicana de Fútbol (LDF), durante la temporada 2016. Pocos meses más tarde, fue nombrado director deportivo de las tres academias de fútbol del Real Madrid en República Dominicana, cargo que ejerció durante los siguientes tres años.
Regresó a los banquillos para ponerse al frente del Club Atlético San Cristóbal de la LDF, para la temporada 2019.
El 27 de mayo de 2019, la Comisión Normalizadora de la Federación Dominicana de Fútbol lo eligió como director técnico interino de las selecciones absoluta y sub-23, hasta la elección de un nuevo comité ejecutivo en Fedofútbol. Al frente de la Selección de fútbol sub-23 de República Dominicana, clasificó al Preolímpico de Concacaf de 2020 en Guadalajara (México), siendo la primera vez que el país alcanzó la ronda final en la historia de una clasificación olímpica.
Fue anunciado como nuevo directo técnico del Club Atlético Pantoja de la Liga Dominicana de Fútbol (LDF), el 16 de mayo de 2021. Al mando de Los Guerreros logró el subcampeonato de la LDF 2022 y la consiguiente clasificación a la Copa Caribeña de la Concacaf 2023.
El 24 de junio de 2023, fue confirmado como nuevo director técnico del Real Tomayapo de la 
Primera División de Bolivia, al que dirige hasta el 30 de septiembre de 2023.
El 28 de enero de 2024, se oficializó su llegada al banquillo del Club Deportivo Tudelano, equipo de su ciudad natal que milita en la Segunda Federación de España, para dirigirlo hasta final de la temporada.
El 1 de abril de 2025, se oficializó su llegada al banquillo del Club Deportivo Badajoz, que milita en el grupo XIV de la Tercera Federación de España, equipo que va a dirigir hasta final de temporada.  El 9 de junio de 2025, y tras la derrota en la final de ascenso regional a Segunda Federación de España el día anterior, el club anuncia la salida del entrenador.  

## Clubes

### Entrenador
| Club                                  | País                 | Año       |
| ------------------------------------- | -------------------- | --------- |
| Cibao F. C. (Segundo entrenador)      | República Dominicana | 2016      |
| Atlético San Cristóbal                | República Dominicana | 2019      |
| Selección República Dominicana        | República Dominicana | 2019-2020 |
| Selección República Dominicana Sub-23 | República Dominicana | 2019-2020 |
| C. A. Pantoja                         | República Dominicana | 2021-2023 |
| C. D. C. Real Tomayapo                | Bolivia              | 2023      |
| C. D. Tudelano                        | España               | 2024      |
| C.D. Badajoz                          | España               | 2025      |

## Palmarés

### Torneos nacionales
| Torneo   | Club                  | Resultado  |
| -------- | --------------------- | ---------- |
| LDF 2022 | Club Atlético Pantoja | Subcampeón |